# Rangaeris
Rangaeris (Schltr.) Summerh., 1936 è un genere di piante della famiglia Orchidaceae, diffuso nella zona tropicale dell'Africa.

## Descrizione
Sono orchidee epifite o occasionalmente litofite, con foglie lineari-oblunghe di consistenza carnosa. L'infiorescenza, pendente, raggruppa numerosi fiori di colore bianco, virante verso il giallo a maturità, con labello intero o trilobato, dotato di una sperone di lunghezza variabile a seconda delle specie.

## Distribuzione e habitat
Il genere è ampiamente diffuso nell'Africa subsahariana.

## Tassonomia
Comprende le seguenti specie:
- Rangaeris longicaudata (Rolfe) Summerh., 1936
- Rangaeris muscicola (Rchb.f.) Summerh., 1936
- Rangaeris trilobata Summerh., 1936